# باربرا سيمونس
باربرا سيمونس (بالإنجليزية: Barbara Simons)‏ (و. 1941  م) هي عَالِمَة حاسوب أمريكية، ولدت في بوسطن، هي عضوةٌ في رابطة مكائن الحوسبة.

## مناصب
تولت منصب رئيس ‏، رابطة مكائن الحوسبة.

## التعليم
تعلمت في جامعة كاليفورنيا، بركلي.

## جوائز
حصلت على جوائز منها:
- زمالة رابطة مكائن الحوسبة [الإنجليزية]‏ (1994)
- Norbert Wiener Award for Social and Professional Responsibility [الإنجليزية]‏ (1992)
- جائزة الرواد لمؤسسة التخوم الإلكترونية
- زمالة جمعية للآلات البرمجية.